# Henry Myrén
John Oscar Henry Myrén, född 27 oktober 1906 i Ärtemarks socken, död 7 augusti 1985 i Kortedala, var en svensk målare, musiker, kompositör, sjöman, smed och grafiker.
Han var son till järnhandlaren och körledaren Frans Oscar Myrén och Ellen Gretchen Johansson och från 1949 gift med Solveig Hällerbo. Myrén var autodidakt. Separat ställde han ut ett flertal gånger i Bengtsfors och han ställde ut separat Uddevalla 1947 samt Göteborg 1951. Han medverkade i samlingsutställningar med olika konstföreningar. Myrén är representerad vid Göteborgs sjöfartsmuseum, Uddevalla museum, Bohusläns museum och Vänersborgs museum.